# 卡米亞涅 (諾維布格區)
47°46′6″N 32°20′7″E / 47.76833°N 32.33528°E
卡米亞涅（烏克蘭語：Кам'яне），是烏克蘭南部的村莊，隸屬尼古拉耶夫州的巴什坦卡區。該村面積0.49平方公里，海拔高度88米，2001年人口406，人口密度每平方公里828.6人。